# 西蒙娜·麦金尼斯
西蒙娜·麦金尼斯（英語：Simone McKinnis，1966年10月4日—），澳大利亚女子篮网球运动员。她曾代表澳大利亚国家队参加1998年英联邦运动会篮网球比赛，获得一枚金牌。